# 大肚庄
大肚庄，為台灣日治時期於1920年~1945年間之行政區，轄屬台中州大甲郡。今台中市大肚區。

## 街原名
原屬
- 大肚下堡之大肚、社脚庄、王田庄、汴仔頭庄
- 大肚中堡之井仔頭庄

## 行政區劃
大肚庄轄域內分為大肚、社脚、王田、汴子頭、井子頭五個大字。
- 井子頭大字下有「井子頭」、「蔗廍」小字名
- 汴子頭大字下有「汴子頭」、「寮子」、「山子脚」小字名
- 社脚大字下有「社脚」、「山仔頂」小字名

## 設施
官署
- 大肚庄役場
- 大肚警察官吏派出所
- 井子頭警察官吏派出所

學校
- 大肚公學校
- 大肚公學校追分分教場

交通
- 大肚車站
- 追分車站

會社
- 大肚信用利用組合

名勝舊跡
- 大肚御遺跡地：1902年建有題「能久親王御遺跡」字之紀念碑[2]
- 磺溪書院